# Distretto di Horochiv
Il distretto di Horochiv (Ucraino: Горохівський район) era un distretto dell'Ucraina, situato nell'oblast' di Volinia. Il suo capoluogo era Horochiv. È stato soppresso in seguito alla riforma amministrativa del 2020.